# تقریب سوبولوف
تقریب سوبولوف (به انگلیسی: Sobolev Approximation) که تقریب گرادیان سرعت-بالا (به انگلیسی: Large-velocity gradient approximation) نیز نامیده می‌شود، فرض می‌کند که عرض خط به دلیل پهن‌شدگی حرارتی در مقایسه با میدان مقیاس بالای سرعت قابل چشم‌پوشی است و بنابراین فرض می‌شود که عمق نوری یک خط تنها به گرادیان سرعت وابسته‌است. این تقریب اولین بار در سال ۱۹۵۷ توسط اخترفیزیکدان روسی ویکتور ویکتورویچ سوبولوف پیشنهاد شده‌است.